# Dypsis concinna
Dypsis concinna – gatunek palmy z rzędu arekowców (Arecales). Występuje endemicznie na Madagaskarze, w prowincji Toamasina. Można go spotkać między innymi w parkach narodowych Andasibe-Mantadia i Zahamena.
Rośnie w bioklimacie wilgotnym. Występuje na wysokości do 500–1500 m n.p.m.